# Morty Black

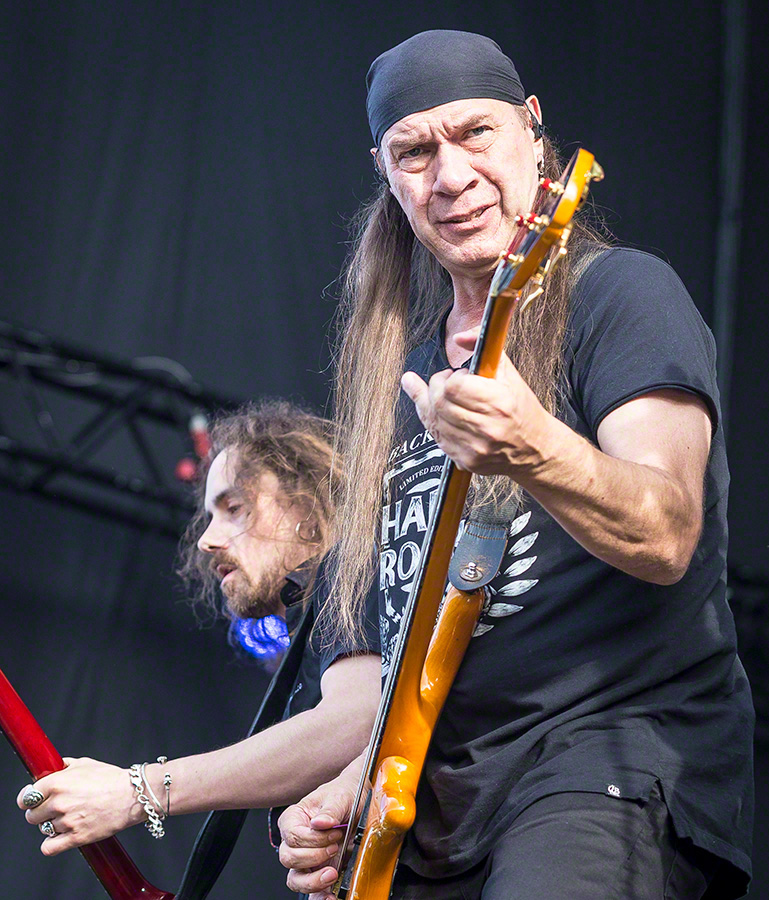
Morty Black

Morty Black nasceu a 12 de Agosto de 1960 em Trondheim, na Noruega e é um baixista. Actualmente faz parte da banda de heavy metal Jorn. 

## Biografia
Black cresceu rodeado por música: o seu pai tocava ocasionalmete guitarra acústica e fazia parte de um coro, o violinista Arve Tellefsen vivia perto de sua casa e Black abria a janela e ficava a ouvi-lo tocar. Durante as férias ia para a quinta do seu avô e ficava a ouvir as rádios do Luxemburgo durante as noites. 
Por volta dos 7 anos começou a ouvir Fleetwood Mac, Hawkwind, Deep Purple, Black Sabbath, Grand Funk Railroad, Led Zeppelin, Uriah Heep por influência dos seus primos mais velhos. 
Aos 10 anos juntou-se a uma banda da escola como baterista, mas como os vizinhos se queixavam do barulho, Black fez um acordo com o seu pai: se ele deixasse de tocar bateria, ele ensinava-lhe a tocar guitarra. Black passava o tempo a fazer desporto (andebol e futebol) e a tocar. 
Quando tinha 14 anos, alguns vizinhos montaram uma banda e precisaram de um baixista. Apesar de não ter um baixo, Black juntou-se á banda. 
Em 1977, Black juntou-se a uma banda de covers chamada Panic. Aos 17 anos deu o seu primeiro concerto. 
Em 1994 abriu a sua primeira loja de discos. Black participou na versão norueguesa de Jesus Cristo Superstar e gravou uma faixa com Mariah Carey. 
Em 2005 juntou-se à banda Jorn. 

## Discografia

### Jorn
- 2006 - The Duke
- 2007 - Live In America
- 2008 - TBA